# Oljefält

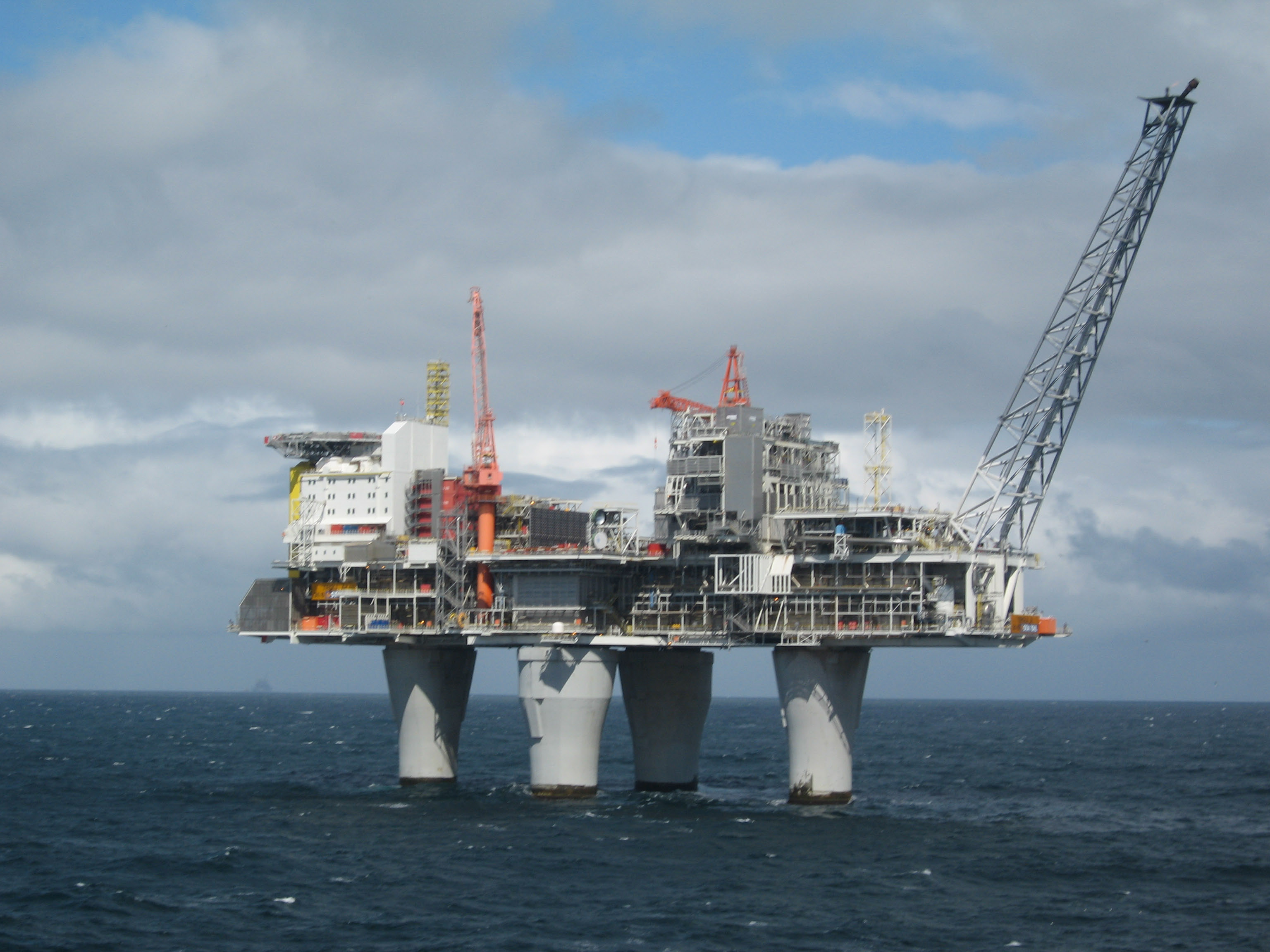
Troll är ett större oljefält i Norge

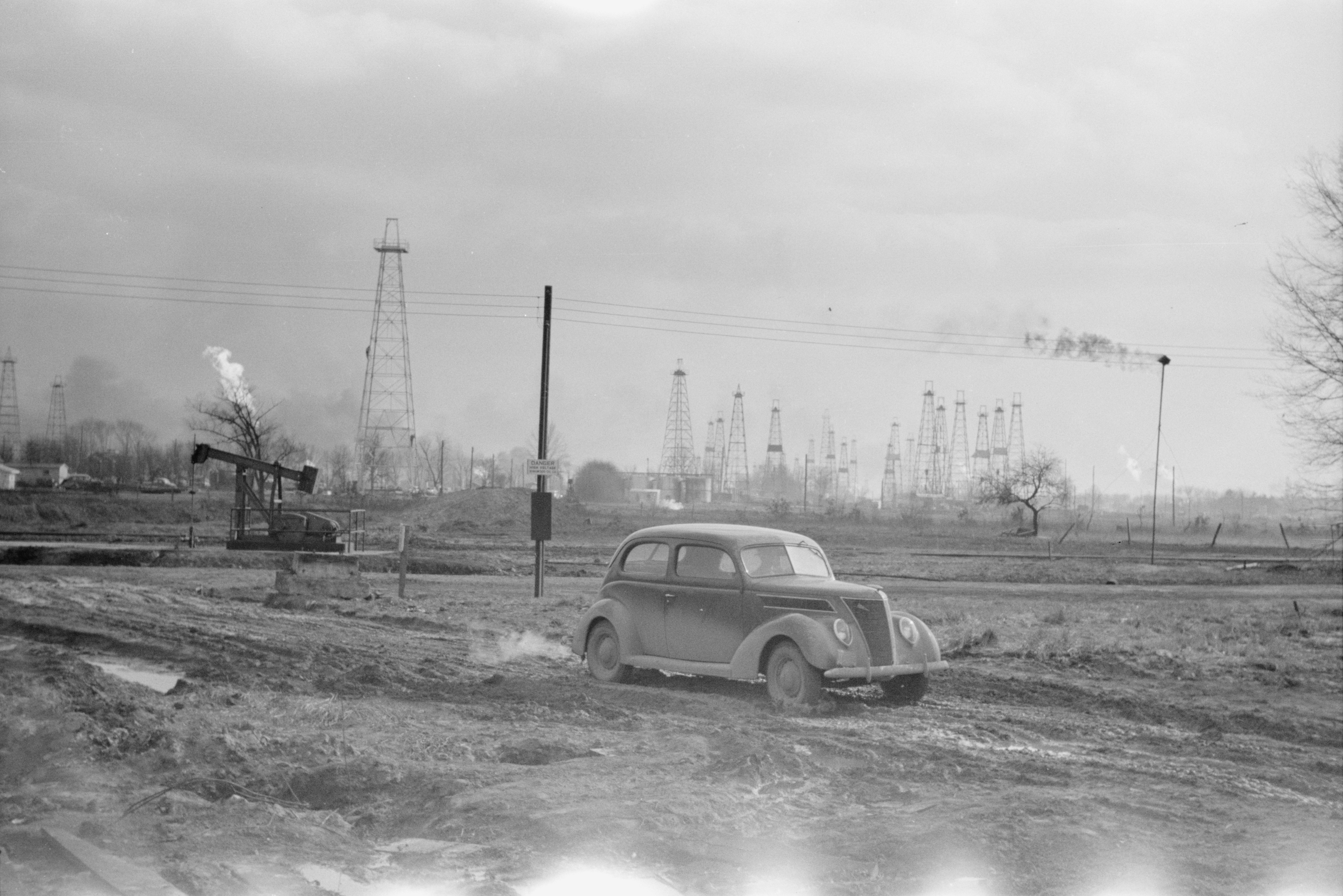
Oljefält i den amerikanska delstaten Illinois 1940.

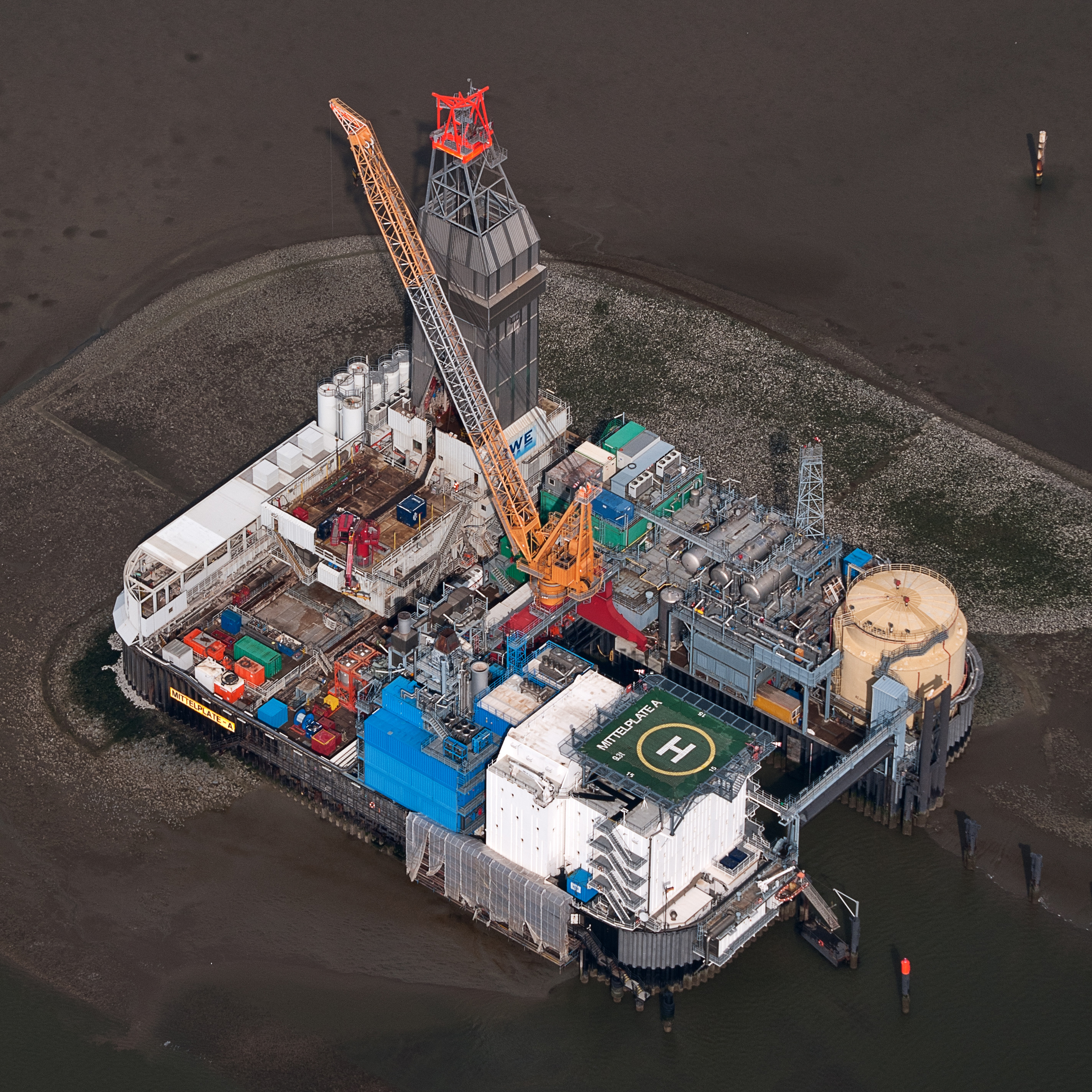

Ett oljefält är ett geologiskt område i jordskorpan där det är ekonomiskt rationellt att utvinna olja genom oljeborrning eller liknande.
Idag finns på land och till havs sammanlagt över 40 000 oljefält på jorden.[källa behövs] Det största är Ghawarfältet i Saudiarabien och Burganfältet i Kuwait med beräknat över 60 miljarder fat (10 km3) vardera.[källa behövs]
Geologiska formationer som utgör oljereservoarer kallas för reservoarformationer. Mänskligt påverkan som minskar dess permeabilitet kallas för reservoarformationsskada.

## Några stora oljefält
- Troll (Norge)
- Ghawarfältet (Saudiarabien)
- Burganfältet världens näst största oljefält
- Azadeganfältet (Iran)
- Rub al Khali
- Atyraw
- Bombay High
- Ekofisk
- Cantarell
- Orinocofältet